# قوس فقري
القوس الفقري (بالإنجليزية: vertevral arch)‏ أو القوس العصبي الظهري (بالإنجليزية: neural arch)‏ هو الجزء الخلفي للفقرة.
إنه يتكون من:
- زوج من السويقات الفقرية (بالإنجليزية: pedicles)‏.
- زوج من الصفائح الرقيقة (بالإنجليزية: laminae)‏.
- وسبع زوائد:
  - زائدتين مفصليتين علويتين (بالإنجليزية: superior articular process)‏.
  - زائدتين مفصليتين سفليتين (بالإنجليزية: inferior articular process)‏.
  - زائدتين مستعرضتين (بالإنجليزية: transverse process)‏.
  - زائدة شوكية (بالإنجليزية: spinous process)‏.